# Charlotte Charlaque
Charlotte Charlaque (Berlín, 14 de septiembre de 1892-Nueva York, 6 de febrero de 1963) fue una actriz germanoestadounidense. Fue una de las primeras activistas trans y una de las primeras personas en someterse a una cirugía de afirmación de género.

## Primeros años en EE.UU.
Charlotte Charlaque nació como la segunda hija de una familia judíoalemana en Berlín, específicamente en el barrio de Schöneberg. Su apellido era en realidad Scharlach, y, como sus padres asumieron que era un niño al nacer, le dieron el nombre de Curt. Durante un largo período de tiempo se creyó que Charlaque nació en Mährisch Schönberg (Šumperk), en lo que hoy es la República Checa. Sin embargo, esta información, ahora revelada como errónea, se basaba en actuaciones por parte de Charlaque después de 1933 con el objetivo de disfrazar sus orígenes para no ser entregada a la Alemania nazi como judía alemana o mujer trans judía. Su certificado de nacimiento real se encontró en 2023.
Charlaque creció inicialmente en Berlín, donde su padre regentaba una tienda de productos artesanales. Emigró a Estados Unidos en 1901 y su esposa y sus dos hijos lo siguieron al año siguiente. La familia se instaló en San Francisco. Después de que los padres se divorciaran, la madre y su hijo mayor regresaron a Alemania. Charlaque fue primero a Chicago y de allí a Nueva York, donde se formó como violinista. Sin embargo, en el verano de 1922 también regresó a Alemania, según su pasaporte estadounidense, para llevar a cabo sus estudios.

## Berlín
En sus primeros años en Berlín, Charlaque actuó como cantante, bailarina y actriz. Más tarde también trabajó como profesora de idiomas y traductora, así como recepcionista en el Instituto de Ciencias Sexuales de Magnus Hirschfeld. Una de sus tareas aquí era asesorar a los pacientes «travestidos» sobre la elección de su ropa. En 1929, Charlaque también acompañó a Magnus Hirschfeld y a su socio Karl Giese al tercer congreso internacional de la Liga Mundial para la Reforma Sexual (WLSR) en Londres.
Por esta época, es decir, entre 1929 y 1931, Charlaque se sometió a una cirugía de afirmación de género en Berlín. Junto a la ayudante de cocina Dora Richter y la pintora Toni Ebel, de quien era amiga, se constituyó como uno de los tres primeros casos conocidos de este tipo de cirugía en todo el mundo. En 1933, las tres mujeres aparecieron brevemente en la película austriaca Mysterium des Geschlechts (El misterio del sexo) de Lothar Golte. En la misma época, Charlaque y Ebel concedieron una entrevista al periodista sueco Ragnar Ahlstedt (1901-1982), en la que ofrecieron información sobre sus vidas de aquel momento.

## Huida a Checoslovaquia
Charlaque tenía una estrecha amistad con Ebel y las dos mujeres vivieron juntas desde aproximadamente el año 1932. Charlotte Charlaque era judía, y Toni Ebel se convirtió al judaísmo a principios de la década de 1930. Ambas mujeres eran acérrimas opositoras del nacionalsocialismo, y huyeron juntas a Checoslovaquia en la primavera de 1934, donde se establecieron primero en Karlovy Vary y más tarde en Brno y Praga. Mientras que Ebel pintaba cuadros para huéspedes de un spa y otros clientes, Charlaque enseñaba inglés y francés, probablemente también a judíos que huían de la persecución de los nacionalsocialistas alemanes.
Unos meses antes de la invasión de Checoslovaquia por parte de la Wehrmacht alemana el 15 de marzo de 1939 y la creación del Protectorado de Bohemia y Moravia, los acontecimientos llegaron a un punto crítico para Charlaque y Ebel. Sus casas fueron registradas por la policía y Ebel en particular pronto fue considerada como «extranjera no invitada» en Checoslovaquia. El traslado de Brno a Praga fue sólo un alivio temporal para ellas.
Charlaque fue arrestada por la policía de inmigración de Praga el 19 de marzo de 1942, después de que las autoridades descubrieran que era judía. Originalmente iba a ser internada en Theresienstadt, e incluso se le había asignado un documento de identidad, sin embargo, Ebel logró convencer al cónsul suizo en Praga de que su amiga era ciudadana estadounidense por medios que aún no están del todo claros. La única razón por la que ya no tenía documentos de identificación válidos que probaban su nacionalidad era porque se los había entregado al vicecónsul estadounidense en Viena para obtener un nuevo pasaporte, aunque Ebel no mencionó que lo que en realidad había ocurrido era que el vicecónsul en Viena se había negado a expedir el pasaporte de Charlaque con un nombre femenino.
Luego, Charlaque fue trasladada al campo de internamiento de Liebenau. Desde allí fue enviada a EE. UU. junto con otras mujeres y niños no alemanes, para ser intercambiados por mujeres estadounidenses y británicas de origen alemán.Ebel se quedó sola en Praga.

## En Nueva York
Charlaque llegó a Nueva York el 2 de julio de 1942, donde permaneció el resto de su vida. Tuvo que depender de ayuda a personas en situación de pobreza durante largos períodos y padeció problemas de salud. Sin embargo, logró hacerse un nombre como actriz fuera de Broadway y alcanzó cierto éxito en el escenario. En alusión a su nombre de nacimiento, a partir de este momento le gustaba llamarse Carlotta Baronesa von Curtius; también publicó un texto bajo este seudónimo en la revista homófila One en 1955. Entre las personas que conrformaban su círculo social se encontraban el médico y endocrinólogo germano-estadounidense Harry Benjamin,la «travesti» Louise Lawrence (1912-1976) y Christine Jorgensen, que atrajo mucha atención de los medios durante su carrera por someterse a cirugía de afirmación de género en 1952.[cita requerida]
Charlaque murió en situación de pobreza en Nueva York el 6 de febrero de 1963. Unos días después, en su funeral, William Glenesk (1926-2014), conocido como un clérigo modernizador y más tarde también como un defensor de las personas del espectro LGBT+, le rindió un homenaje con un discurso conmemorativo.